# Arjay Smith
Arjay Smith (Redlands, 27 novembre 1983) è un attore statunitense.

## Filmografia parziale

### Cinema
- The Day After Tomorrow - L'alba del giorno dopo (The Day After Tomorrow), regia di Roland Emmerich (2004)
- First Sunday - Non c'è più religione (First Sunday), regia di David E. Talbert (2008)
- Be Kind Rewind - Gli acchiappafilm (Be Kind Rewind), regia di Michel Gondry (2008)
- Vacancy 2 - L'inizio (Vacancy 2: The First Cut), regia di Eric Bross (2008)
- To Save a Life, regia di Brian Baugh (2009)

### Televisione
- Nick Freno (Nick Freno: Licensed Teacher) – serie TV, 22 episodi (1996-1997)
- E.R. - Medici in prima linea (ER) – serie TV, episodio 4x04 (1997)
- Allen Strange (The Journey of Allen Strange) – serie TV, 38 episodi (1997-2000)
- Malcolm (Malcolm in the Middle) – serie TV, 9 episodi (2000-2001)
- West Wing - Tutti gli uomini del Presidente (The West Wing) - serie TV, episodio 3xS1 (2001)
- Raven (That's So Raven) – serie TV, episodio 1x10 (2003)
- Streghe (Charmed) – serie TV, episodio 8x08 (2005)
- My Name Is Earl – serie TV, episodio 2x21 (2007)
- Medium – serie TV, episodio 4x06 (2008)
- CSI: Miami – serie TV, episodio 8x08 (2009)
- NCIS - Unità anticrimine (NCIS) – serie TV, episodio 7x14 (2010)
- CSI - Scena del crimine (CSI: Crime Scene Investigation) – serie TV, episodio 11x03 (2010)
- Perception – serie TV, 39 episodi (2012-2015)
- Criminal Minds - serie TV, episodio 8x04 (2013)
- Sons of Anarchy – serie TV, 5 episodi (2014)
- The Guest Book – serie TV, 9 episodi (2017)
- The Rookie – serie TV, episodio  3x06 e 3x11 (2021)

## Doppiatori italiani
Nelle versioni in italiano delle opere in cui ha recitato, Arjay Smith è stato doppiato da:
- David Chevalier in Perception, Major Crimes
- Paolo Vivio in Criminal Minds, Sons of Anarchy
- Emiliano Coltorti in The Day After Tomorrow - L'alba del giorno dopo
- Fabrizio Vidale in Cold Case - Delitti irrisolti
- Fabrizio Manfredi in Malcolm
- Fabrizio De Flaviis in CSI: Miami
- Simone Crisari in CSI - Scena del crimine
- Marco De Risi in Bones
- Riccardo Scarafoni in The Good Doctor
- Walter Rivetti in The Rookie